# Narciso Gutiérrez
Narciso Gregorio Gutiérrez, fue un político y funcionario puntano, nació en la Ciudad de San Luis, Argentina. Ejerció varios cargos públicos, entre ellos el de Gobernador de la Provincia de San Luis desde el 6 de enero de 1900 hasta el 6 de enero de 1903.
Previamente antes de asumir  el cargo de gobernador ya había conquistado el respeto y el afecto de gran parte del pueblo de la Provincia por su espíritu laborioso e incansable, además su sentido de patriotismo y por su bondad, que había puesto en evidencia  en los diferentes cargos administrativos que le tocó desempeñar y en los que mostró una honradez loable.
Fue un cultor permanente de las virtudes cristianas y de los dones de nobleza  y tolerancia, lo que le valió el más alto concepto de sus contemporáneos. Llamó para colaborar en su gobierno al Prof. Eulalio Astudillo como Ministro de Hacienda y al Dr. Jacinto S. Pérez como Ministro de Gobierno y Justicia; con ellos realizó un gobierno tranquilo, laborioso y honorable. Sus principales obras fueron:
- La promulgación de la Ley que modificaba la constitución del Consejo de Educación, el que debía estar integrado por un Presidente y dos Vocales; uno de los cuales sería el Inspector Nacional de Instrucción.

- El Boletín de Educación de San Luis, publicó diversos Apuntes para la Historia de la provincia escritos por Doña Carmen Guiñazú de Berrondo.

- Se fundó el pueblo de Anchorena, departamento Gobernador Dupuy, al sur provincial

- Se sancionó la Ley de Colonización Agrícola.

- Se crearon nuevos Juzgados de 1™ Instancia.
- Se promulgó la exención de impuestos por tres años a alfalfares, viñedos y plantaciones forestales.
- Se reparó el convento de Santo Domingo.
- Se reglamentó el uso de agua para riego.
- Se sancionó la Ley que establecía premios a los mejores ejemplares de ganado.
- Construcción de las galerías filtrantes y un lazareto (más tarde hospital Rawson).

Al terminar su mandato es electo por el pueblo como diputado Nacional para el periodo 1904-1908.
La Escuela N° 166 de la localidad de El Milagro, Departamento Belgrano, lleva su nombre.